# 小行星5296
小行星5296（5296 Friedrich）是一颗绕太阳运转的小行星，为主小行星带小行星。该小行星于1960年10月17日发现。

## 轨道参数
小行星5296的轨道半长轴为3.1277392 UA，离心率为0.105。